# Bananer i pyjamas
Bananer i pyjamas (engelska: Bananas in Pyjamas) är ett australiskt TV-program för små barn som debuterade i Australien i juli 1992.
Programmet handlar om två levande bananer som båda är klädda i pyjamas. De heter B1 och B2 och är till utseendet identiskt lika. Det enda kännetecken som gör att de kan åtskiljas är att de har sina namn på pyjamaskragarna; det står således B1 på B1:s krage. De två bananerna tycker om att ha lite hyss för sig och umgås med sina björnvänner som de gärna skojar med.
Varje avsnitt inleds med en välkänd signaturmelodi, som sjungs av Monica Trapaga (Charlotte Ardai Jennefors på svenska), och samtidigt visas en tecknad film med bananerna. Under de egentliga avsnitten är det istället människor iklädda speciella kostymer som spelar bananerna B1 och B2 samt björnarna. Under 2012 gjordes en animerad version av serien.

## Populärkultur
Bananer i pyjamas medverkade även under avslutningsceremonin för olympiska sommarspelen 2000 i Sydney.

## Om serien
I Sverige visades serien främst under sent 1990-tal i TV4 med start 20 januari 1997.

## Animerade serien
En ny version av Bananer i pyjamas producerades 2011 av Southern Star Entertainment och var då helt animerad.
Den svenska rösten till B1 var Dick Eriksson och Jakob Stadell var rösten till B2.

## Röster

### Engelska
- Duncan Wass - B1 1992-1993
- Ken Radley - B1 1993-
- Nicholas Opolski - B2 1992-
- Sandie Lillingston - Amy 1992-1993
- Mary-Ann Henshaw - Lulu 1992-1993
- Taylor Owyns - Lulu 1993-
- Jeremy Scrivener - Morgan 1992-1993
- Shane McNamara - Herr Mus 1993-
- Karina Kelly - berättaren

### Svenska
- Gunnar Ernblad - B1
- Bert-Åke Varg - B2
- Charlotte Ardai Jennefors - Amy
- Beatrice Järås - Lulu
- Staffan Hallerstam - Morgan
- Joakim Jennefors - Herr Mus
- Peter Harryson - berättaren
- Hans Lindgren - berättaren

### Fotnoter
1. 1 2  ”Bananas in Pyjamas” (på engelska). Australian Soundtracks. http://www.tvmem.com/OZST/tv/B/BANANAIN/BANANASI.html. Läst 6 november 2016.
2. ↑  ”Bananer i pyjamas”. Svensk mediedatabas. 20 januari 1997. https://smdb.kb.se/catalog/id/001774854. Läst 6 november 2016.